# Leontopodium nanum
Leontopodium nanum là một loài thực vật có hoa trong họ Cúc. Loài này được (Hook.f. & Thomson) Hand.-Mazz. mô tả khoa học đầu tiên năm 1927.